# A Day in My Life (Without You)
"A Day in My Life (Without You)" (em português:  Um Dia na Minha Vida (Sem Você)) é o segundo single do álbum Together Forever, lançado pela cantora de freestyle e hip-hop Lisette Melendez em 1991. Embora não tenha conseguido o mesmo sucesso do single anterior, a canção ficou perto de se tornar um hit, alcançando a posição #49 na Billboard Hot 100 em 9 de Novembro de 1991. No Canadá, a canção permaneceu por uma semana na parada de músicas dance, alcançando a posição #10.

## Faixas
12" Single
| N.º | Título                                                | Duração |  |
| 1.  | "A Day in My Life (Without You)" (New School Club)    | 6:14    |  |
| 2.  | "A Day in My Life (Without You)" (New School Radio)   | 3:48    |  |
| 3.  | "A Day in My Life (Without You)" (The After Dark Mix) | 6:13    |  |
| 4.  | "A Day in My Life (Without You)" (Melendepella)       | 5:08    |  |
| 5.  | "A Day in My Life (Without You)" (Berrios Beats)      | 2:27    |  |

## Posições nas paradas musicais
| Parada musical (1991)                               | Melhor posição |
| --------------------------------------------------- | -------------- |
| Canadá - Canada RPM Dance/Urban                     | 10             |
| Estados Unidos - Billboard Hot 100                  | 49             |
| Estados Unidos - Hot Dance Music/Club Play          | 30             |
| Estados Unidos - Hot Dance Music/Maxi-Singles Sales | 6              |